# هاریکریشناس
هاریکریشناس (به انگلیسی: Harikrishnans) فیلمی محصول سال ۱۹۹۸ و به کارگردانی فاضیل است. در این فیلم بازیگرانی همچون مموتی، موهن لال، جوهی چاولا، ایننوسنت، شامیلی، ندومودی ونو، کونچاکو بوبان و جاگادیش ایفای نقش کرده‌اند.